# 無心跳器官捐贈
在1960年代之前，死亡判定主要根據的是心臟衰竭及呼吸衰竭，因此在1970年代中期腦死亡的法律被制定之前，所有的大體器官移植都來自於無心跳器官捐贈。
腦死判定的法律制定讓可用的器官數量增加，一方面腦死的病人循環相較於心臟衰竭病人來的好，器官於移植時的狀態較佳，所以許多國家漸漸不再使用無心跳器官捐贈，除了日本之外，因為在日本對腦死的接受及法律還未齊備。
近年來因為器官需求量不斷上升，因此有研究開始思考如何預防或保護無心跳器官捐贈者的器官，希望能讓更多器官保有他們的功能。組織移植（像是眼角膜、心臟瓣膜、皮膚、骨頭、血管）在無心跳捐贈已有多年，近來研究朝向腎臟移植，甚至對於血液循環要求較高的肝臟移植以及肺臟移植前進。

## Maastricht classification（瑪斯垂克分類）
1980年代荷蘭馬斯垂克大學醫院開始致力於無心跳器官捐贈的研究，從這些經驗中衍生出了無心跳捐贈者的馬斯垂克分類（Maastricht Classification），將無心跳捐贈者分為五大類:
1. Brought in dead（於院外即已無心跳）
2. Unsuccessful resuscitation（於院內心跳停止）
3. Awaiting cardiac arrest
4. Cardiac arrest after brain-stem death
5. Cardiac arrest in a hospital inpatient

其中第I、II、I V類稱為「未控管的無心跳器官捐贈者」（Uncontrolled NHBDs 或是UCNHBDs），為疾病末期，沒有復原與存活的可能性。第III、V類為「經控管的無心跳器官捐贈者」（Controlled NHBDs或是CHNBDs），即須藉由維生系統來維持身體循環。相較之下，經控管的NHBD較未控管的NHBD，其器官通常在移植使用上效果較佳。